# イースの大いなる種族
イースの大いなる種族（イースのおおいなるしゅぞく、Great Race of Yith）は、クトゥルフ神話作品に登場する架空の種族。人類以前に繁栄した「旧支配者」の一種族。イスの偉大なる種族との表記もある。
イース（Yith）と呼ばれる滅亡しつつある銀河の彼方から6億年前の地球に到来した、実体を持たない精神生命体。時間の秘密を極めた唯一の種族であるため、畏敬の念を込めて、大いなる種族と呼ばれている。
初出は、ハワード・フィリップス・ラヴクラフトの『時間からの影』。クトゥルフ神話内では主に「大いなる種族物語」に登場する。
『時間からの影』にて、ミスカトニック大学のナサニエル・ウィンゲイト・ピースリー教授が接触した。

## 投影による精神交換
別の生命体と精神を交換する能力をもち、種族の生命保存と知識の収集に活用している。精神を投影できる範囲は非常に広範で、時空を超えて別の銀河系や何億年もの未来や過去へ投影することもできる。
精神交換によりなりかわったエージェントが、現地で知識を収集する。一方で交換されて別の肉体に閉じ込められた相手からも知識を引き出す。一連の調査が終わると、彼らは再び精神を転移して、お互いを元の身体に戻す。その際、相手が大いなる種族の下で得た記憶は抹消されるが、まれに記憶が断片的に残ったり、夢に現れたりすることがある。その場合、同じ時代に転移している同胞たちにより、隠蔽工作がなされる。『時間からの影』のピースリー教授は、彼らにホモサピエンスのサンプルとして選ばれたのである。
彼らの科学技術や産業は極めて高度に発展しており、労働に時間を割く必要はほとんどなく、もっぱら知的・芸術活動に時間を費やしている。彼らにとって、芸術は極めて重要な位置を占める。
種族全体に避けられない脅威が迫った場合は、一斉に精神交換をおこない、他の場所や時代に棲む知的生命体の肉体へと移ることによって破滅を逃れる。
1. 古代にオーストラリア大陸に生息していた巨大な円錘体生物（後述）と精神を交換して地球に来訪した。そして先住種族であった浮遊するポリプ状の生物「盲目のもの」を駆逐、地下へ封じ込めることに成功し、地球の支配者になった。[注 1]
2. やがて未来から得た知識により、盲目のものたちが再び地上へ侵攻することを知った彼らは、そのときが訪れる直前、現人類の次に栄えることになる「強壮な甲虫類」の肉体に転移し、逃亡する。
3. その後、地球の終焉が近づくとさらに、水星の球根状植物に宿ることになるという。

## 外見

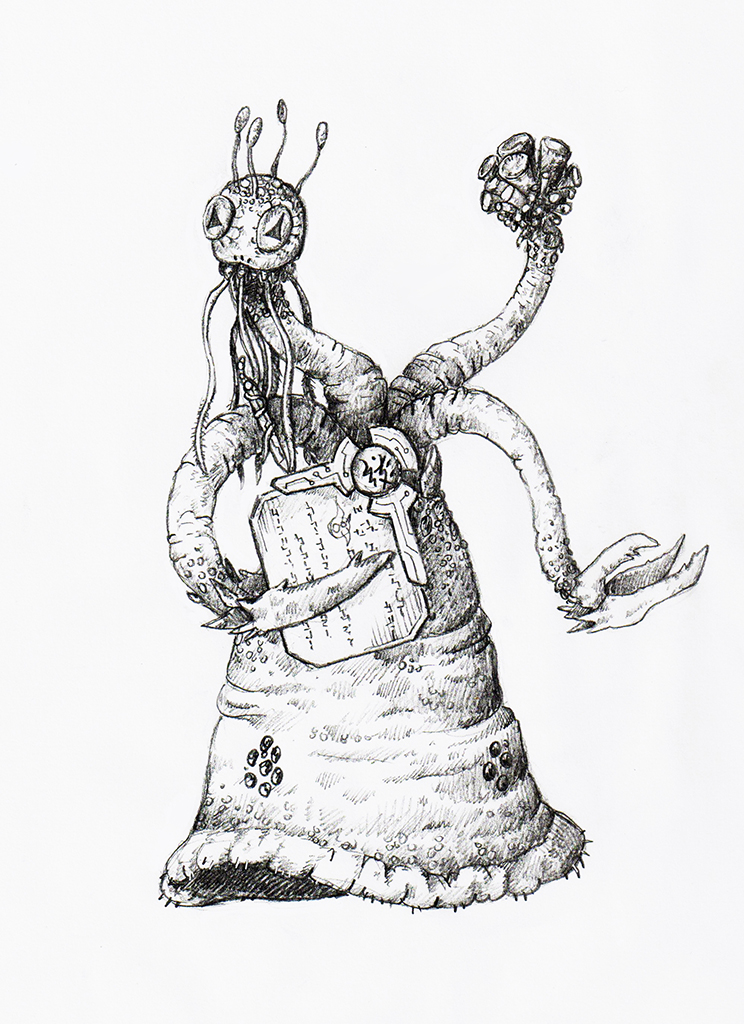
身体：円錐体生物
精神：イースの大いなる種族

精神生命体である「大いなる種族」の本来の姿は不明。
古代から1万年前までの地球で彼らが使っていた、「円錐体生物」の肉体について説明する。
胴体は底部の直径が約3m、高さが約3mの円錐体で、虹色の鱗に覆われている。底部は弾力性のある灰白色物質で縁取られており、ある種の軟体動物のように這って移動するのに用いられる。円錐形の頂部から伸縮自在の太い円筒状器官が4本生え、2本は先端にハサミを備え、重量物の運搬および擦りあわせての会話に使われる。1本は先端に赤いラッパ型の摂取口が4つあり、最後の1本には頭部がついている。頭部は黄色っぽい歪な球体で、円周上に大きな眼が3つ並び、上部からは花に似た聴覚器官を備える灰白色の細い肉茎が4本、下部からは細かい作業に使われる緑色がかった触手が8本、垂れ下がっている。
彼らは半ば植物的な生命体で、水中で成長する胞子で単為生殖をおこなう。

## ナコト
第二世代作家であるリン・カーターは、大いなる種族と文献「ナコト写本」について、様々な設定を追加した。
「無名祭祀書」の記述によると、偉大なる種族が未来に旅立った後に、彼らが残していった記録をまとめたものが、ナコト写本であり、書名は彼らの都市「ナコタス」に由来する。編纂は「ナコトの同胞教団」によるもの。
「妖蛆の秘密」には、時間を遡るための方法が記されており、その儀式には「ナコト五芒星形」が必要とされている。このナコト五芒星形はナコト写本に由来するもの。
またラヴクラフトは「エルトダウン・シャーズにはイースについて記されている」「ナコト写本とエルトダウン・シャーズの中身が似ている」としている。

## ダーレス神話の独自設定
ダーレス神話では、大いなる種族を、旧神と旧支配者の闘争に関わった種族として扱っている。
フランシス・T・レイニーの『クトゥルー神話小辞典』（1943）では、大いなる種族は風の眷属（ロイガーとツァールの従者）に襲われたために肉体を捨てて未来時間に逃走したとされている。この風の眷属が盲目のもののことであり、フレッド・ペルトンの『サセックス稿本』ではロイガーノスと名付けられている。
リン・カーターの『クトゥルー神話の神神』（1957）およびオーガスト・ダーレスの『異次元の影』（1957）では、宇宙の支配権をめぐる旧神と旧支配者の戦いに巻き込まれ、円錐状生物のままおうし座に逃走したとされている。ハスターを警戒している。
またダーレスの『ポーの末裔』（1966）では、かなり異なる描写で登場する。彼らは人間の複製を作って社会に潜み、侵略を企てている。

## 登場作品

### 小説
- ハワード・フィリップス・ラヴクラフト：時間からの影
- ラヴクラフト&オーガスト・ダーレス：異次元の影、ポーの末裔
- CLムーア、Aメリット、HPラヴクラフト、REハワード、FBロング：彼方よりの挑戦
- リン・カーター：暗黒の知識のパピルス
- ブライアン・ラムレイ：タイタス・クロウの帰還

### 漫画
- 怪物王女
- 田邊剛『時を超える影 ラヴクラフト傑作集』（コミックビーム、ビームコミックス.全2巻）

### ゲーム
- Call of Cthulhu: Dark Corners of the Earth